# PDHA1
PDHA1 (англ. Pyruvate dehydrogenase E1 alpha 1 subunit) – білок, який кодується однойменним геном, розташованим у людей на X-хромосомі. Довжина поліпептидного ланцюга білка становить 390 амінокислот, а молекулярна маса — 43 296.
| 10         |  | 20         |  | 30         |  | 40         |  | 50         |
| ---------- |  | ---------- |  | ---------- |  | ---------- |  | ---------- |
| MRKMLAAVSR |  | VLSGASQKPA |  | SRVLVASRNF |  | ANDATFEIKK |  | CDLHRLEEGP |
| PVTTVLTRED |  | GLKYYRMMQT |  | VRRMELKADQ |  | LYKQKIIRGF |  | CHLCDGQEAC |
| CVGLEAGINP |  | TDHLITAYRA |  | HGFTFTRGLS |  | VREILAELTG |  | RKGGCAKGKG |
| GSMHMYAKNF |  | YGGNGIVGAQ |  | VPLGAGIALA |  | CKYNGKDEVC |  | LTLYGDGAAN |
| QGQIFEAYNM |  | AALWKLPCIF |  | ICENNRYGMG |  | TSVERAAAST |  | DYYKRGDFIP |
| GLRVDGMDIL |  | CVREATRFAA |  | AYCRSGKGPI |  | LMELQTYRYH |  | GHSMSDPGVS |
| YRTREEIQEV |  | RSKSDPIMLL |  | KDRMVNSNLA |  | SVEELKEIDV |  | EVRKEIEDAA |
| QFATADPEPP |  | LEELGYHIYS |  | SDPPFEVRGA |  | NQWIKFKSVS |  |            |

A: Аланін

C: Цистеїн

D: Аспарагінова кислота

E: Глутамінова кислота

F: Фенілаланін

G: Гліцин

H: Гістидин

I: Ізолейцин

K: Лізин

L: Лейцин

M: Метіонін

N: Аспарагін

P: Пролін

Q: Глутамін

R: Аргінін

S: Серин

T: Треонін

V: Валін

W: Триптофан

Кодований геном білок за функціями належить до оксидоредуктаз, фосфопротеїнів. 
Задіяний у таких біологічних процесах, як цикл трикарбонових кислот, вуглеводний обмін, обмін глюкози, ацетилювання, альтернативний сплайсинг. 
Білок має сайт для зв'язування з молекулою піровиноградної кислоти, тіамін-пірофосфатом. 
Локалізований у мітохондрії.